# Alta socken
Alta socken (norska: Alta sokn) är en församling i Alta prosteri i Nord-Hålogalands stift inom Norska kyrkan. Församlingen omfattar den södra delen av Alta kommun i Finnmark fylke i norra Norge.

## Kyrkor
- Alta kyrka
- Elvebakkekyrkan
- Kåfjords kyrka
- Norrskenskatedralen
- Rafsbotns kapell